# Minor league baseball
Minor league baseball is een stelsel van Noord-Amerikaanse honkbalcompetities die qua niveau onder de Major League Baseball opereren. Alle competities werken als een onafhankelijk bedrijf, maar de bekendste leagues staan onder toezicht van de Minor League Baseball (een organisatie die toezicht houdt op de competities). Een paar competities staan niet onder toezicht van deze organisatie en hebben ook geen link naar de Major League Baseball.
Er zijn vier niveaus. Met afnemende speelsterkte zijn dit: Triple-A (AAA), Double-A (AA), Class A, en Rookie. Op ieder
van deze niveaus zijn er verschillende competities.
De competities verwant aan de Minor League Baseball (organisatie) bestaan uit teams die onafhankelijk opereren, maar verwant zijn (affiliates) aan Major League-clubs (zie voor verdere uitleg hierover Honkbal in de Verenigde Staten). Zo zijn bijvoorbeeld de Iowa Cubs verwant aan de Chicago Cubs. Soms is het zo dat een Major League-club de eigenaar is van een Minor league club. Dit is bijvoorbeeld zo bij de Springfield Cardinals die eigendom zijn van de St. Louis Cardinals.
De bedoeling van dit systeem is het voorbereiden van spelers op de Major League Baseball.